# Samsung NX mini
Samsung NX mini — цифровая беззеркальная камера со сменными объективами в стиле дальномера, анонсированная компанией Samsung 19 марта 2014 года.

## Особенности дизайна
NX mini имеет режим автопортрета, в котором поворот заднего экрана лицом вперед включает камеру, а моргание запускает двухсекундный таймер обратного отсчета до спуска затвора. Фотографиями можно делиться через flickr и Dropbox, когда NX mini подключен через встроенный Wi-Fi, или передавать на совместимые смартфоны через NFC.
Габаритные размеры (ШхВхД) - 110,4 х 61,9 x 22,5 мм

## Объективы
В NX mini используется сенсор размером 1 дюйм, что дает кроп-фактор в 2,7 раза больше, чем у 35 мм. В нём используется байонет Samsung NX-M с рабочим отрезком 6,95 мм, который является одним из самых коротких из существующих.
Адаптер ED-MA4NXM можно приобрести отдельно для установки объективов большего размера с креплением Samsung NX, предназначенного для датчика APS-C.
| Фокусное расстояние | ЭФЛ          | Угол обзора | Дизайн       | Дизайн          | Дизайн | Функции | Диаметр фильтра |
| Фокусное расстояние | ЭФЛ          | Угол обзора | Диафрагма    | Размер          | Масса  | OIS     | Диаметр фильтра |
| ------------------- | ------------ | ----------- | ------------ | --------------- | ------ | ------- | --------------- |
| 9мм                 | 24,3 мм      | 83,4°       | f/3.5-11     | 50 mm × 12.5 mm | 31 г   | нет     | нет             |
| 9-27 мм             | 24,3-72,9 мм | 83,4-33,1°  | f/3.5~5.6-11 | 50 mm × 29.5 mm | 73 г   | да      | 39 мм           |
| 17 мм               | 45,9 мм      | 50,5°       | f/1.8-11     | 50 mm × 27.5 mm | 55 г   | да      | 39 мм           |

## NX Mini 2
В июне 2015 года ходили слухи о NX mini 2. Судя по просочившимся спецификациям, NX mini 2 должен был быть оснащен функцией записи видео высокого разрешения 4K и сменными передними панелями. Предполагается использовать тот же сенсор с задним экраном AMOLED и аккумулятором чуть меньшей емкости (1820 мАч против 2330 мАч).

### Комментарии
1. ↑  Listed as maximum diameter × length
2. ↑  "Optical Image Stabilizer" (moving-element type)